# Zwaluwen Utrecht 1911
Zwaluwen Utrecht 1911 is een Nederlandse sportvereniging uit de stad Utrecht, opgericht in 1911. Het is een omnisportvereniging met afdelingen voor biljart, hockey, tennis en voetbal.
De club speelt op Sportpark Welgelegen in de Utrechtse wijk Transwijk.

## Geschiedenis
Zwaluwen Utrecht 1911 is ontstaan in 2005 uit een fusie tussen Zwaluwen Vooruit en VV Utrecht. Bij de fusie werd de oprichtingsdatum van VV Utrecht, als oudste datum, gehandhaafd als oprichtingsdatum van de nieuwe club.
Zwaluwen Vooruit werd opgericht op 26 januari 1928 en heette tot 1930 Zwaluwen. Van 1998 tot 2003 heette de club Welgelegen, daarna weer Zwaluwen Vooruit.
VV Utrecht werd opgericht op 31 december 1911. Tot 1912 heette de club Rood Zwart.
In 2014 werd Zwaluwen Utrecht 1911 kampioen van de 4de klasse en promoveerde daarmee naar de 3de klasse

## Voetbal
Bij de mannen speelt het eerste zondagelftal in de Derde klasse van het Nederlands amateurvoetbal (seizoen 2020/21).
Bekende spelers van de voorlopers van Zwaluwen Utrecht 1911 zijn:
- Anouar Diba, oud-speler van onder meer NAC Breda en FC Twente. Heeft bij VV Utrecht gespeeld.
- Ridgeciano Haps, speler van Feyenoord, speelde in zijn jeugd bij Zwaluwen Vooruit
- Henk van Rijnsoever, oud-speler van AZ, speelde in zijn jeugd bij Zwaluwen Vooruit.
- Henny van Schoonhoven (bijgenaam de Tank), oud-speler van FC Utrecht, speelde in zijn jeugd bij DESTO/Zwaluwen Vooruit.
- Rob de Wit, oud-speler van onder meer FC Utrecht en Ajax, heeft bij VV Utrecht gespeeld.
- Ferdi Vierklau, oud-speler van onder meer FC Utrecht en Ajax, speelde na zijn professionele carrière bij Zwaluwen Utrecht 1911
- Jan Wouters, oud-speler van onder meer FC Utrecht en Ajax, heeft bij VV Utrecht gespeeld.
- Willy Carbo, oud-speler van onder meer FC Utrecht en FC Twente, heeft bij VV Utrecht gespeeld.
- Mohamed Mallahi Speler van Jong FC Utrecht en voormalig jeugdinternational

### Competitieresultaten 2009–2013 (zaterdag)
| 3 5C |

| 7 4G |

| 5 4E |

| 5 4E |

| 7 4D |

| Vierde klasse |
| Vijfde klasse |

### Competitieresultaten 2007–2018 (zondag)
| 2 4G |

| 3 4H |

| 5 4H |

| 9 4H |

| 2 4F |

| 12 4G |

| 12 4G |

| 1 4H |

| 12 3D |

| 2 4H |

| 1 4G |

| 4 3D |

| - 3D |

| Derde klasse  |
| Vierde klasse |

#### Resultaten Zwaluwen Vooruit 1941–2006
| 4 3E |

| 7 3F |

| 1 3F |

| 2 3F |

|  |

| 10 3G |

| 10 3E |

| 7 4K |

| 8 4L |

| 4 4K |

| 9 4J |

| 11 4G |

| 3 4H |

| 9 4G |

| 7 4G |

| 8 4G |

| 4 4H |

| 1 4G |

| 5 4H |

| 2 4H |

| 3 4H |

| 7 4G |

| 9 4G |

| 6 4G |

| 5 4G |

| 4 4G |

| 3 4H |

| 2 4H |

| 7 4H |

| 6 4H |

| 5 4H |

| 6 4G |

| 3 4G |

| 7 4H |

| 10 4H |

| 6 4G |

| 1 4G |

| 8 3D |

| 8 3D |

| 9 3D |

| 2 3D |

| 3 3D |

| 1 3D |

| 6 2B |

| 6 2B |

| 5 2B |

| 7 2B |

| 8 2B |

| 11 2B |

| 8 3D |

| 9 3D |

| 7 3D |

| 8 3D |

| 5 3D |

| 10 3D |

| 4 4H |

| 6 3D |

| 7 3D |

| 7 3D |

|  |

|  |

|  |

|  |

| 3 5H |

| 10 4G |

| 2 4G |

| Tweede klasse | Derde klasse | Vierde klasse | Vijfde klasse |

#### Resultaten VV Utrecht 1922–2005
| 8 3C |

| 4 3D |

| 5 3D |

| 2 3D |

| 6 3D |

| 5 3C |

| 5 3D |

| 7 3C |

| 4 3D |

| 7 3D |

| 2 3D |

| 3 3D |

| 7 3C |

| 7 3D |

| 10 3D |

| 5 4G |

| 4 4H |

| 9 4F |

| 7 R |

| 6 4J |

| 5 4M |

| 10 4L |

| 8 4L |

|  |

| 8 4? |

| 2 4K |

| 2 4L |

| 4 4M |

| 6 4L |

| 9 4I |

| 9 4H |

| 6 4G |

| 10 4G |

| 7 4H |

| 12 4H |

|  |

|  |

|  |

|  |

|  |

|  |

|  |

| 7 4H |

| 6 4H |

| 4 4H |

| 7 4G |

| 9 4H |

| 6 4H |

| 12 4H |

|  |

|  |

|  |

| 4 4H |

| 10 4H |

| 2 4H |

| 8 4H |

| 2 4G |

| 10 3D |

| 7 4H |

| 6 4H |

| 6 4H |

| 4 4H |

| 10 4H |

| 10 4H |

| 5 4H |

| 6 4H |

| 4 4H |

| 3 4H |

| 9 4H |

| 2 4G |

| 2 4G |

| 8 4H |

| Derde klasse | Vierde klasse | Noodcompetitie |

In elke staaf van de grafiek staat van boven naar beneden vermeld: 
- Eindnotering

Dit is de positie die de club heeft bereikt in de competitie, zonder eventuele beslissings-, play-off- of nacompetitiewedstrijden die nodig zijn geweest om bijvoorbeeld de kampioen van de competitie te bepalen.
Indien een * achter het getal staat is de notering een tussenstand en kan het zijn dat de notering niet overeenkomt met de uiteindelijke eindstand van de competitie.
Staat er een - dan is het seizoen nog bezig en is er geen definitieve uitslag bekend.
Staat er xx op de positie van de notering, dan heeft de club vroegtijdig de competitie verlaten. Dit kan onder andere komen door terugtrekking van het team, faillissement van de club of door een uitgedeelde straf van de KNVB. In veel gevallen staat elders in het artikel de reden vermeld.
Staat er een ? dan is het resultaat uit het verleden onbekend, en is alleen de competitie of het niveau bekend van dat seizoen.
In de seizoenen 2019/20 en 2020/21 werd wegens de coronacrisis het amateurvoetbal afgebroken. Daardoor kennen deze staven geen eindklassering (middels -- weergegeven).
- Competitieniveau en afdelingsletter of Officiële eindstand Eredivisie
  - Competitieniveau en afdelingsletter

Hierbij geeft het getal het niveau weer, dat ook terug te vinden is in de legenda. De letter is de afdelingsaanduiding en wordt gebruikt wanneer er meer afdelingen zijn op hetzelfde niveau. De afdelingsletter is altijd een hoofdletter en wordt meestal zonder nummer gebruikt.
Voorbeeld: 2F is niveau 2e klasse competitie F.
Het competitieniveau en nummer wordt niet vermeld wanneer er slechts één competitie van dit niveau was.
  - Officiële eindstand Eredivisie (getal staat tussen haakjes vermeld)

Sinds de introductie van play-offwedstrijden voor Europees voetbal na afloop van de reguliere competitie in 2005/06, is de KNVB verplicht een eindstand van de Eredivisie door te geven aan de UEFA aan de hand van deze play-offwedstrijden.
Bij deze eindstand staan clubs die zich hebben gekwalificeerd voor Europees voetbal hoger dan clubs die zich niet wisten te kwalificeren. Indien er geen verschil was tussen de eindnotering en de officiële eindstand, staat dit getal niet vermeld.

- Onderafdeling

Hier staat afgekort de naam van de onderafdeling indien de club in dat jaar in een onderafdeling uitkwam. Tevens staat deze afkorting in de legenda en wordt gelinkt naar het artikel over deze onderafdeling. Deze afkorting wordt alleen vermeld wanneer de club in het verleden in verschillende onderafdelingen heeft gespeeld. Deze vermelding is in de staaf altijd in kleine letters. Deze onderafdelingen zijn na het seizoen 1995/96 afgeschaft. Heeft de club in slechts één onderafdeling gespeeld, dan is dit alleen terug te vinden in de legenda.
Onder de staaf staat het jaartal vermeld waarin het seizoen is afgesloten. 15 verwijst naar het seizoen 2014/15 of eventueel het seizoen 1914/15.
Wanneer een staaf leeg is, zijn deze gegevens niet bekend. Het kan ook zijn dat de club dat seizoen niet heeft meegespeeld op het hogere amateurniveau, vroegtijdig de competitie heeft verlaten of uit de competitie is gezet.

In het seizoen 1944/45 was er wegens de Tweede Wereldoorlog geen regulier competitievoetbal.

## Hockey
De hockeyafdeling bestaat sinds 2010 en voor aanvang van het seizoen 2010/11 kon iedereen zich dan ook massaal aanmelden bij de club om direct in een team ingedeeld te worden. Het bijzondere aan de club is dat er gehockeyd wordt vlak bij het centrum van de stad Utrecht. Veel jonge senioren en studenten met name hebben op de club hun gezelligheid gevonden.
Gedurende het seizoen 2013-2014 was het eerste herenelftal actief in de derde klasse en het eerste dameselftal in de derde klasse van de KNHB.